# 住民訴訟
住民訴訟（じゅうみんそしょう）とは、住民が自ら居住する地方公共団体の監査委員に住民監査請求を行った結果、監査の結果自体に不服、又は監査の結果不正・違法な行為があったにもかかわらず必要な措置を講じなかった場合などに裁判所に訴訟を起こすことができるという制度である。行政訴訟であり、そのうちの客観訴訟の1種である民衆訴訟にあたる。
- 地方自治法は、以下で条数のみ記載する。

## 法的根拠
地方自治法第二編第九章第十節

## 目的
住民からの請求に基づいて、地方公共団体の執行機関又は職員の行う違法・不当な行為又は怠る事実を防止・匡正し、又はこれらによって生じる損害の賠償等を求めることを通じて、地方公共団体の財務の適正を確保し、住民全体の利益を保護する。

## 住民訴訟を提起することができる者
地方公共団体の住民であり、且つ法律上の行為能力が認められている限り誰でも（法人）住民訴訟を提起する事が出来る。
一人であっても住民監査請求を行って所定の条件を満たしていれば行える。
唯訴訟中に住民でなくなったときには訴えは却下されるとする大阪高裁の裁判例がある。
尚、住民訴訟の制度はアメリカの納税者訴訟の制度を模範としているが、日本の住民訴訟制度では、納税者である事を要件とはしていない。

## 訴訟条件
住民訴訟を行うには出訴する前に住民監査請求を行う事が前提である。
即ち、住民監査請求を行った結果、
- 監査結果又は勧告
- 議会、長その他の執行機関又は職員の措置

に不服があるとき、又は
- 監査委員が監査又は勧告を60日内に行わないとき
- 議会、長その他の執行機関又は職員が措置を講じないとき

に、裁判所に対し、住民監査請求に係る違法な行為又は怠る行為につき、通知があった日等から30日以内に住民訴訟を起こすことができる（第242条の2第1項2項）。
又、監査委員が適法な住民監査請求を不適法であるとして却下した場合、直ちに住民訴訟を提起する事が出来るのみならず（出訴期間は同様に30日以内）、再度の住民監査請求をする事も許されるとされている。

## 請求方式

### 1号訴訟
- 執行機関又は職員に対する行為の全部又は一部の差止めの請求（242条の2第1項1号）
差し止めることによつて人の生命又は身体に対する重大な危害の発生の防止その他公共の福祉を著しく阻害するおそれがあるときは、することができない（242条の2条6項）。

### 2号訴訟
- 行政処分たる行為の取消し又は無効確認の請求（242条の2第1項2号）

### 3号訴訟
- 執行機関又は職員に対する怠る事実の違法確認の請求（242条の2第1項3号）

### 4号訴訟
- 職員又は行為若しくは怠る事実に係る相手方に損害賠償又は不当利得返還の請求をすることを普通地方公共団体の執行機関又は職員に対して求める請求。ただし、職員又は行為若しくは怠る事実に係る相手方が賠償の命令の対象となる者である場合にあっては、賠償の命令をすることを求める請求（242条の2第1項4号）

## 訴訟の提起
損害賠償又は不当利得返還の請求を命ずる判決が確定した場合においては、普通地方公共団体の長は、当該判決が確定した日から60日以内の日を期限として、当該請求に係る損害賠償金又は不当利得の返還金の支払を請求しなければならない（242条の3 第1項）。
普通地方公共団体の執行機関又は職員に損害賠償又は不当利得返還の請求を命ずる判決が確定した場合において、当該普通地方公共団体がその長に対し当該損害賠償又は不当利得返還の請求を目的とする訴訟を提起するときは、当該訴訟については、代表監査委員が当該普通地方公共団体を代表する（242条の3第5項）。

## 参考

### 地方自治法（昭和22年4月17日法律第67号）
なお、一部修正してあるところがある。

#### 住民訴訟
第242条の2
- 1 普通地方公共団体の住民は、前条第1項の規定による請求をした場合において、同条第4項の規定による監査委員の監査の結果若しくは勧告若しくは同条第九項の規定による普通地方公共団体の議会、長その他の執行機関若しくは職員の措置に不服があるとき、又は監査委員が同条第4項の規定による監査若しくは勧告を同条第5項の期間内に行わないとき、若しくは議会、長その他の執行機関若しくは職員が同条第9項の規定による措置を講じないときは、裁判所に対し、同条第1項の請求に係る違法な行為又は怠る事実につき、訴えをもつて次に掲げる請求をすることができる。

一　当該執行機関又は職員に対する当該行為の全部又は一部の差止めの請求
二　行政処分たる当該行為の取消し又は無効確認の請求
三　当該執行機関又は職員に対する当該怠る事実の違法確認の請求
四　当該職員又は当該行為若しくは怠る事実に係る相手方に損害賠償又は不当利得返還の請求をすることを当該普通地方公共団体の執行機関又は職員に対して求める請求。ただし、当該職員又は当該行為若しくは怠る事実に係る相手方が第243条の2第3項の規定による賠償の命令の対象となる者である場合にあつては、当該賠償の命令をすることを求める請求
- 2　前項の規定による訴訟は、次の各号に掲げる期間内に提起しなければならない。

一　監査委員の監査の結果又は勧告に不服がある場合は、当該監査の結果又は当該勧告の内容の通知があつた日から30日以内
二　監査委員の勧告を受けた議会、長その他の執行機関又は職員の措置に不服がある場合は、当該措置に係る監査委員の通知があつた日から30日以内
三　監査委員が請求をした日から60日を経過しても監査又は勧告を行なわない場合は、当該60日を経過した日から30日以内
四　監査委員の勧告を受けた議会、長その他の執行機関又は職員が措置を講じない場合は、当該勧告に示された期間を経過した日から30日以内
- 3　前項の期間は、不変期間とする。
- 4　第1項の規定による訴訟が係属しているときは、当該普通地方公共団体の他の住民は、別訴をもつて同一の請求をすることができない。
- 5　第1項の規定による訴訟は、当該普通地方公共団体の事務所の所在地を管轄する地方裁判所の管轄に専属する。
- 6　第1項第1号の規定による請求に基づく差止めは、当該行為を差し止めることによつて人の生命又は身体に対する重大な危害の発生の防止その他公共の福祉を著しく阻害するおそれがあるときは、することができない。
- 7　第一項第四号の規定による訴訟が提起された場合には、当該職員又は当該行為若しくは怠る事実の相手方に対して、当該普通地方公共団体の執行機関又は職員は、遅滞なく、その訴訟の告知をしなければならない。
- 8　前項の訴訟告知は、当該訴訟に係る損害賠償又は不当利得返還の請求権の時効の中断に関しては、民法第147条第1号 の請求とみなす。
- 9　第7項の訴訟告知は、第1項第4号の規定による訴訟が終了した日から6月以内に裁判上の請求、破産手続参加、仮差押若しくは仮処分又は第131条に規定する納入の通知をしなければ時効中断の効力を生じない。
- 10　第1項に規定する違法な行為又は怠る事実については、民事保全法 （平成元年法律第91号）に規定する仮処分をすることができない。
- 11　第2項から前項までに定めるもののほか、第1項の規定による訴訟については、行政事件訴訟法第43条 の規定の適用があるものとする。
- 12　第1項の規定による訴訟を提起した者が勝訴（一部勝訴を含む。）した場合において、弁護士又は弁護士法人に報酬を支払うべきときは、当該普通地方公共団体に対し、その報酬額の範囲内で相当と認められる額の支払を請求することができる。

#### 訴訟の提起
第242条の3
- 1　前条第1項第四号本文の規定による訴訟について、損害賠償又は不当利得返還の請求を命ずる判決が確定した場合においては、普通地方公共団体の長は、当該判決が確定した日から60日以内の日を期限として、当該請求に係る損害賠償金又は不当利得の返還金の支払を請求しなければならない。
- 2　前項に規定する場合において、当該判決が確定した日から60日以内に当該請求に係る損害賠償金又は不当利得による返還金が支払われないときは、当該普通地方公共団体は、当該損害賠償又は不当利得返還の請求を目的とする訴訟を提起しなければならない。
- 3　前項の訴訟の提起については、第96条第1項第十二号の規定にかかわらず、当該普通地方公共団体の議会の議決を要しない。
- 4　前条第一項第四号本文の規定による訴訟の裁判が同条第七項の訴訟告知を受けた者に対してもその効力を有するときは、当該訴訟の裁判は、当該普通地方公共団体と当該訴訟告知を受けた者との間においてもその効力を有する。
- 5　前条第一項第四号本文の規定による訴訟について、普通地方公共団体の執行機関又は職員に損害賠償又は不当利得返還の請求を命ずる判決が確定した場合において、当該普通地方公共団体がその長に対し当該損害賠償又は不当利得返還の請求を目的とする訴訟を提起するときは、当該訴訟については、代表監査委員が当該普通地方公共団体を代表する。

## 判例
- 津地鎮祭訴訟（最高裁判例 昭和52年07月13日）
- 売却処分無効確認等（最高裁判例 昭和62年05月19日）
- 1日校長事件（最高裁判例 平成4年12月15日）
- 徳島県議会野球大会旅費事件（最高裁判例 平成15年01月17日）

## 問題点
- 現在、住民訴訟は、特に公金の返還を首長に求める場合、首長を直接相手取った訴訟は起こすことができず、自治体に対し、首長に返還を求めるよう訴えることしかできなくなっている。従って、判決後の措置については自治体任せとなり、その後全く首長から公金が返還されないといった問題が多く出ていて、事実上、判決が骨抜きにされているとの批判が強い[5]。